# Antirhea paxillata
Antirhea paxillata är en måreväxtart som beskrevs av Shu Miaw Chaw. Antirhea paxillata ingår i släktet Antirhea och familjen måreväxter. Inga underarter finns listade i Catalogue of Life.